# Трамбо (фільм, 2015)
«Трамбо» (англ. Trumbo) — американський біографічно-драматичний фільм, знятий Джеєм Роучем за книгою «Далтон Трамбо» Брюса Александра Кука 1977 року видання. Світова прем'єра стрічки відбулась 12 вересня 2015 року на міжнародному кінофестивалі в Торонто, а в Україні — 24 березня 2016 року. Фільм розповідає про голлівудського сценариста Далтона Трамбо, якого підозрюють у комуністичній пропаганді.

## У ролях
- Браян Кренстон — Далтон Трамбо
- Даян Лейн — Клео Фінчер Трамбо
- Гелен Міррен — Гедда Гоппер
- Луї Сі Кей — Арлен Гьорд
- Ель Феннінг — Нікола Трамбо
  - Медісон Вулф — Нікола в дитинстві
- Джон Гудмен — Френк Кінг
- Майкл Сталберг — Едвард Г. Робінсон
- Алан Тудик — Ієн Мак-Леллен Гантер
- Адевале Акінуойє-Агбадже — Вірджіл Брукс
- Дін О'Горман — Кірк Дуглас
- Стівен Рут — Гімі Кінг
- Девід Джеймс Елліотт — Джон Вейн
- Джон Гетц — Сем Вуд
- Крістіан Беркель — Отто Премінґер
- Річард Портнов — Луїс Барт Маєр
- Дж. Д. Евермор — гвардієць

## Виробництво
18 вересня 2013 року Браян Кренстон отримав роль Далтона Трамбо. 14 квітня 2014 року Гелен Міррен отримала роль Гедди Гоппер. 7 серпня 2014 року Даян Лейн, Ель Феннінг, Джон Гудмен і Майкл Сталберг приєдналися до акторського складу.

## Нагороди і номінації
| Нагороди та номінації фільму «Трамбо» | Нагороди та номінації фільму «Трамбо»    | Нагороди та номінації фільму «Трамбо» | Нагороди та номінації фільму «Трамбо» | Нагороди та номінації фільму «Трамбо» | Нагороди та номінації фільму «Трамбо» |
| Рік                                   | Нагорода                                 | Категорія                             | Номінант                              | Результат                             | Дж                                    |
| ------------------------------------- | ---------------------------------------- | ------------------------------------- | ------------------------------------- | ------------------------------------- | ------------------------------------- |
| 2016                                  | Премія «Золотий глобус»                  | Найкращий актор — драма               | Браян Кренстон                        | Номінація                             | [ 7 ]                                 |
| 2016                                  | Премія «Золотий глобус»                  | Найкраща акторка другого плану        | Гелен Міррен                          | Номінація                             | [ 7 ]                                 |
| 2016                                  | 88-а церемонія вручення нагороди «Оскар» | Найкращий актор                       | Браян Кренстон                        | Номінація                             | [ 8 ]                                 |